# Viviana Rivasplata
Viviana Rivasplata, de son nom complet, Viviana Magaly del Rocío Rivasplata Aita, née le 4 octobre 1977 dans le district de Pimentel (Lambayeque), a été élue Miss Pérou 2001. 

## Biographie

### Famille et études
Viviana Rivasplata est née le 4 octobre 1977 dans le district de Pimentel (région de Lambayeque). Elle est d'ascendance italienne du côté de sa mère. Elle s'installe en 1994 à Lima où elle fait ses études en architecture à l'Université Ricardo Palma. Plus tard, elle se penchera à faire des études en architecture d'intérieur à l'Institut Toulouse-Lautrec.

### Élection Miss Pérou 2001
Viviana Rivasplata est élue puis sacrée Miss Pérou 2001 le 27 avril 2001 au Swissotel de San Isidro. Elle succède à Verónica Rueckner, Miss Pérou 2002. Le prix de Miss Body lui est attribué. Elle avait déjà reçu ce prix lors de sa participation à Miss Monde Pérou 1998. La même soirée, Marina Mora est élue Miss Monde Pérou 2002.

#### Parcours
- Finaliste à Miss Pérou 1998 à Lima.
- Top 10 à Miss Asia Pacific Quest 1998 à l'amphithéâtre de l'Expo Pilipino à Pampanga, aux Philippines.
- Reine des Plages d'Amérique et des Caraïbes 1998
- Miss Pérou 2001 au Swissotel de San Isidro.
- Candidate à Miss Univers 2001 au Coliseo Rubén Rodriguez à Bayamón, au Porto Rico.
- Candidate à Miss Monde 2001 au Super Bowl of Sun City Entertainment Centre, en Afrique du Sud.
- Reina Internacional del Mar 2002 à Santa Marta, en Colombie.
- Miss Hawaiian Tropic Pérou 2002.
- Finaliste à Miss Hawaiian Tropic International 2002
- Miss Hawaiian Tropic Italie 2003.
- 2e dauphine au concours Miss Hawaiian Tropic International 2003.

### Représentations au Pérou et dans le monde
Viviana Rivasplata a été finaliste le 7 juin 1998 à Miss Monde Pérou 1998 où elle reçoit le titre de Miss Pérou Asie-Pacifique 1998. Grâce à ce titre, elle accède à la finale de Miss Asia Pacific Quest 1998 tenu à l'amphithéâtre de l'Expo Pilipino à Pampanga, aux Philippines et se classe dans le top 10. La même année, elle est couronnée Reine des Plages Amérique et les Caraïbes 1998.
Trois ans plus tard, grâce au titre de Miss Pérou 2001, elle représente le Pérou aux concours Miss Univers 2001 et Miss Monde 2001 mais dans aucun de ces deux concours, elle n'avait réussit à décrocher une seule place en demi-finale.
Le 27 avril 2002, elle transmet son titre de Miss Pérou à Adriana Zubiate, Miss Pérou 2002.
L'année suivante, elle est élue Reina Internacional del Mar à Santa Marta, en Colombie. Par la suite, elle termine finaliste à Miss Hawaiian Tropic International 2002 à Oahu, aux États-Unis.
Elle participe de nouveau à Miss Hawaiian Tropic International en 2003 où elle représente l'Italie. Elle est élue 2e dauphine.

### Vie privée
Viviana Rivasplata a épousé le footballeur péruvien Roberto Martínez Vera-Tudela le 12 mai 2002. Le mariage a suscité de vives critiques parce que le footballeur venait de terminer sa relation avec l'animatrice de télévision péruvienne, Gisela Valcárcel. Le couple divorce en 2005 après avoir vécu des conflits relationnels, notamment la perte de leur fils à la suite de la grossesse difficile de Viviana. 
On lui prête par la suite une liaison avec le millionnaire péruvien Omar Macchi pendant deux ans. En 2008, elle entame une éphémère relation avec le frère de Jaime Bayly, Miguel Bayly, qui ne dure que six mois. 
Elle se marie en 2012 avec Bruce Greifenstein à l'église de Saint-Stanislas en République dominicaine. En janvier 2014, après l'échec de deux tentatives de grossesse, elle donne naissance à un garçon prénommé Patrick. Le prénom donné à ce dernier est en l'honneur du père défunt de son mari, Bruce Greifenstein.

## Filmographie
| Année     | Titre                              | Notes                                                  |
| --------- | ---------------------------------- | ------------------------------------------------------ |
| 1997      | Zona de Impacto                    | Animatrice                                             |
| 2003      | Bikini Destinations                | Invitée L'épisode fut tourné à Lima, au Pérou.         |
| 2003      | Mil oficios                        | Cameo                                                  |
| 2005      | Baila con las Estrellas (Saison 1) | Concurrente Version péruvienne de Danse avec les stars |
| 2006      | Detrás de crimen                   | Fiorella Episode Caso Tozzini Bertello                 |
| 2008      | Fashion TV                         | Animatrice                                             |
| 2010      | Habacilar                          | Cameo Episode Amigos y rivales                         |
| 2015-2016 | La Bateria                         | Animatrice Animation avec Aldo Miyashiro               |

## Théâtre
- El arte de las putas... entre el cemento y los reflejos (2006)